# Claremont House
Claremont, també coneguda històricament com a 'Clermont', és una mansió del segle xviii situada a prop d'Esher a Surrey, Anglaterra. Aquest edifici actualment està ocupat per la Claremont Fan Court School, i els seus jardins paisatgístics Claremont són propietat i són gestionats per la National Trust. Claremont House està classificada oficialment amb el Grade I d'edificis.

## Finca Claremont
La primera casa de la finca Claremont va ser construïda el 1708, per al seu ús personal, per Sir John Vanbrugh, que també és l'arquitecte de Blenheim Palace i Castle Howard.
El 1714 va vendre aquesta casa a l'acabalat polític del partit Whig Thomas Pelham-Holles, Duc de Newcastle, Earl de Clare, que més tard va ser Primer Ministre. L'Earl va encarregar Vanbrugh afegir dues grans ales a la casa i construir-hi una torreta com si fos fortificada. Per això se'n va dir "prospect-house", o Belvedere.
L'Earl de Clare en va dir, per la gran vista que tenia, Clare-mount, més tard unit com Claremont.

## Jardins paisatgístics
Els jardins paisatgístics de Claremont són dels pocs jardins del seu tipus, jardineria de tipus anglès, que sobreviuen. Van ser fets pels jardiners Charles Bridgeman, Capability Brown, William Kent i per Sir John Vanbrugh.
Els inicis del jardí són de l'any 1715, i cap al 1727 van ser descrits com "els més nobles dels jardins d'Europa". Contenen gespa, vistes a un llac i un rar amfiteatre de torba.
L'any 1949 aquests jardins van ser donats al National Trust, i es van restaurar a partir de 1975.

## Història
Quan el duc de Newcastle morí el 1768, la seva vídua va vendre la finca a Robert Clive, fundador de l'Imperi de l'Índia Britànica. Lord Clive va decidir enderrocar l'antic edifici i fer l'actual mansió pal·ladiana.
Cap a la dècada de 1860 aquesta mansió va ser freqüentada per la reina Victòria d'Anglaterra. La casa va passar per diversos propietaris
El 1816 Claremont va ser comprada per la British Nation per una llei de Parliament com a regal de noces per a la filla del rei George IV, Princess Charlotte i el seu marit Leopold I de Bèlgica.

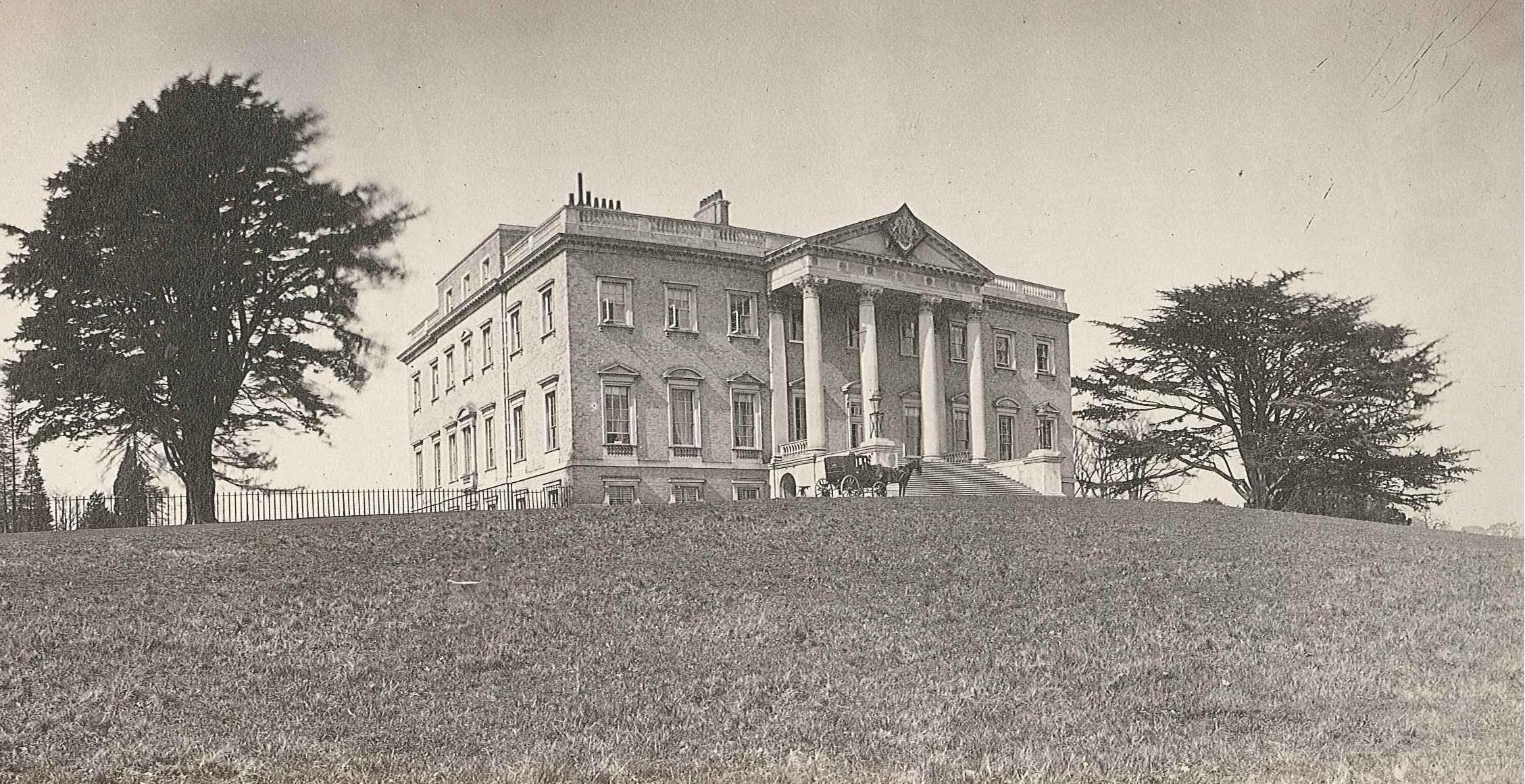
Claremont House, cap a 1860

La reina Victòria va deixar aquesta casa al rei francès exilat Lluís Felip i a Maria Amèlia (els sogres de Leopold I de Bèlgica, després de la revolució francesa de 1848.